# شهرستان لاواکا (تگزاس)
شهرستان لاواکا، تگزاس (به انگلیسی: Lavaca County, Texas) یک سکونتگاه مسکونی در ایالات متحده آمریکا است که در تگزاس واقع شده‌است.

## خصوصیات
شهرستان لاواکا ۲٬۵۱۲٫۳ کیلومترمربع مساحت دارد.